# Fioli
Fioli è una frazione del comune di Rocca Santa Maria, situata a 30 km da Teramo nel Parco Nazionale del Gran Sasso e Monti della Laga.

## Evoluzione demografica del comune di Rocca Santa Maria
Abitanti censiti

## Storia
Non si hanno ad oggi notizie certe, che possano ricondurre all'anno della sua fondazione. Sappiamo però
che il nome potrebbe derivare, anche secondo lo storico  Niccola Palma, da "Filium Aquae", per la presenza delle numerose sorgenti che sgorgano direttamente dal suo sottosuolo, dando vita ad altrettante fonti tra cui citiamo Fonte Melone, Fonte Monsignore, Fonte Palumbo.

Nella sua opera ci dice inoltre che Fioli fa parte delle "ville" demolite e incendiate nel 1668 in seguito all'editto contro il brigantaggio emanato dal Preside dell'epoca Giuseppe De Zunica regio consigliere e cavaliere di Calatrava nella speranza di fermare l'imperversare dei briganti nel territorio teramano e dell'Antica Università Agraria di Rocca Santa Maria.

Dopo il fallimento della sua azione che costò la vita solo a decine di innocenti e comportò la distruzione di interi nuclei abitativi, Monsignor Filippo Monti l'arcivescovo di Teramo decise di scomunicare Zunica stesso.

Lo scrittore locale Valentino Di Tommaso, dopo numerose ricerche, afferma in un suo libro che probabilmente il paese venne fondato dai briganti intorno al 1600.
La maggior fonte di sostentamento per questa comunità è stata per decenni coltivazione di orti e la pastorizia e per quest'ultima si hanno numerose documentazioni al riguardo sulla transumanza, ovvero la discesa dei pastori, durante il periodo autunnale, più a valle alla ricerca di un clima meno rigido e un terreno soprattutto senza neve, per poter dare nutrimento al proprio gregge.

## La Chiesa
La Chiesa di SAN MARTINO di Fioli è nota dal 1324, mantiene in parte l'antica struttura muraria, si presenta con un'unica navata, con tetto a capanna e campaniletto a vela, inoltre la chiesa conserva al suo interno un altare barocco ligneo dipinto e dorato e due statue.

La Chiesa di San Martino

## Manifestazioni ed Eventi
Questo paesino è noto per la tradizionale festa del santo patrono San Martino, che si celebra i giorni seguenti il ferragosto e in passato anche per la tipica sagra del formaggio pecorino e pecora alla callara che veniva realizzata verso la fine di giugno.